# Дютьково (Звенигород)
Дю́тьково (ранее Дю́дьково) — бывшее село, а с 2003 года — микрорайон города Звенигорода, расположенный на северо-западе города, на реке Сторожке. Включено в состав города в 2003 году, до этого село входило в Одинцовский район.
Популярный туристический маршрут.

## История
Село древнее, появилось ещё в XIV веке. Названо по фамилии владельца Фёдора Дюдки. В документах впервые упоминается в 1558 году. В XIX веке в селе некоторое время действовала ткацкая фабрика. После закрытия ткацкой фабрики Дютьково становится дачным местом, здесь бывают художники Левитан, Саврасов. Часто приезжал в гости Чехов. К Танееву, снимавшему в деревне дачу, наведывается музыкальная элита.
После революции 1917 года в селе особенно ничего не происходило. Рядом прошла окружная железная дорога, станцию по ошибке назвали Дюдьково. Сейчас Дютьково — это дачное место, круглогодично здесь живут, главным образом, пенсионеры.
Административно-территориальная принадлежность:
- 12 июля 1929 — 7 декабря 1957 года, 18 августа 1960 — 1 февраля 1963 года — село Саввинского сельсовета Звенигородского района;
- 7 декабря 1957 — 18 августа 1960 года — село Саввинского сельсовета Кунцевского района;
- 1 февраля 1963 — 11 января 1965 года — село Саввинского сельсовета Звенигородского укрупнённого сельского района;
- 11 января 1965 — 27 ноября 1986 года — село Саввинского сельсовета Одинцовского района;
- 27 ноября 1986 — 7 октября 2003 года — село города Звенигород (административное подчинение);
- с 7 октября 2003 года по настоящее время — село включено в черту города Звенигород.

## Достопримечательности
- Музей С. И. Танеева в Дютькове
- Дореволюционные дачные домики
- ООПТ Долина реки Сторожки